# Lee Kuan Yew
Lee Kuan Yew (xinès: 李光耀)  (Singapur, 16 de setembre de 1923 - Singapore General Hospital, 23 de març de 2015) fou el primer ministre de Singapur de 1959 a 1990. Va representar Tanjong Pagar com a membre del Parlament (MP) des de 1955 fins a la seva mort el 2015. Lee és àmpliament reconegut com el pare fundador de la nació.

## Biografia
Lee va néixer a Singapur durant el domini colonial britànic, que llavors formava part de les Colònies de l'Estret. Va obtenir una beca educativa al Raffles College, ara Universitat Nacional de Singapur. Durant l'ocupació japonesa de Singapur, Lee va escapar de ser víctima d'una purga abans de treballar en empreses privades i com a oficial del servei administratiu de l'oficina de propaganda japonesa.
D'ètnia xinesa de quarta generació, rebé una educació anglesa en el seu propi país i estudià dret a Anglaterra. Fundà junt amb companys seus el Partit d'Acció Popular (PAP) el 1954 i va promoure actuacions contra el colonialisme britànic. Diputat a partir de 1955, el 1959 el seu partit va obtenir la majoria i ell mateix escollit primer ministre.

### Primer ministre
La seva política va anar encaminada a promoure l'autogovern, la inversió estrangera, infraestructures, turisme i reducció de la taxa de desocupació. Co-inventor dels valors asiàtics i defensor del pragmatisme, el primer ministre de Lee, especialment a Occident, va ser descrit com a semi-autoritari i caracteritzat com una mena de règim híbrid o una democràcia guiada. Els crítics el van acusar de restringir la llibertat de premsa, imposar límits estrets a les protestes públiques, restringir el moviment obrer de les accions industrials o de vaga mitjançant la legislació i la cooptació, i presentar demandes per difamació contra opositors polítics destacats. També va lluitar contra la corrupció i declarà l'anglès idioma oficial i cooficials el malai, xinès (mandarí) i el tàmil. En l'exterior va optar pel no alineament i la neutralitat. Va formar l'exèrcit de Singapur.
Com a primer ministre de 1959 a 1990, Lee va presidir molts dels avenços de Singapur. Va supervisar la transformació de Singapur d'una nació insular amb una alta taxa d'analfabetisme i sense recursos naturals a un país desenvolupat amb una economia d'ingressos elevats en una sola generació, denominat comunament (des de la seva autobiografia) com Del tercer món al primer món. El producte nacional brut per càpita (PNB) de Singapur va passar de 1.240 dòlars el 1959 a 18.437 dòlars el 1990. La taxa d'atur a Singapur va baixar del 13,5% el 1959 a l'1,7% el 1990. El comerç exterior va augmentar de 7,3 mil milions de dòlars el 1959 a 205 mil milions el 1990. En altres àrees, l’esperança de vida en néixer dels singapuresos va passar dels 65 anys el 1960 als 74 anys el 1990. La població de Singapur va augmentar d'1,6 milions el 1959 a 3 milions el 1990. El nombre de pisos públics a Singapur va passar de 22.975 el 1959 (aleshores sota el Singapore Improvement Trust) a 667.575 el 1990. La taxa d'alfabetització de Singapur va augmentar del 52% el 1957 al 90% el 1990. Les línies telefòniques per cada 100 singapuresos van passar de 3 el 1960 a 38 el 1990. Les arribades de visitants a Singapur van augmentar de 100.000 el 1960 a 5,3 milions el 1990.
En particular, aquests èxits econòmics es van aconseguir en gran part gràcies a la gestió de l'administració pública per part de Lee mitjançant polítiques públiques rellevants i orientades; Lee va introduir mesures per impulsar la fabricació de productes acabats per a l'exportació (industrialització orientada a l'exportació) i va intentar crear un entorn empresarial favorable a la nació comercial per atraure inversió estrangera directa (a través de l'establiment de la Junta de Desenvolupament Econòmic, EDB). Lee també va forjar una relació simbiòtica i de dependència mútua entre el Partit d'Acció Popular amb el Congrés Nacional de Sindicats, per la qual el partit polític governant va rebre determinades aportacions de la base laboral, mentre que la central sindical nacional està dirigida per destacats polítics del partit PAP que solen tenir carteres ministerials dins el Govern. El control estricte del Govern sobre les activitats sindicals i les relacions laborals, va assegurar una pau industrial gairebé total, que es va considerar com un requisit previ per al ràpid desenvolupament econòmic.
Lee va ser un ferm promotor de la globalització de l'economia i un opositor vocal del proteccionisme. Lee va dir que els únics recursos naturals de Singapur són la seva gent i la seva forta ètica laboral. A més, Lee es va centrar en polítiques socials com ara millorar i exigir estàndards públics més elevats per a l'educació, el sanejament i la higiene, alhora que millorava la salut pública ampliant l'atenció sanitària moderna i augmentant considerablement la quantitat i la qualitat dels habitatges assequibles de gran alçada (a través de l'establiment de la Junta de Desenvolupament i Habitatge, HDB) per a famílies de classe mitjana i treballadora. Diversos líders mundials també havien elogiat Lee. L'exsecretari d'estat estatunidenc Henry Kissinger va escriure una vegada sobre Lee: «Una de les asimetries de la història és la manca de correspondència entre les capacitats d'uns quants líders i el poder dels seus països». L'exprimera ministra britànica Margaret Thatcher va elogiar «la seva manera de penetrar en la boira de la propaganda i expressar amb una claredat única els problemes del nostre temps i la manera d'abordar-los». L'expresident del Kazakhstan Nursultan Nazarbàiev va declarar a les seves memòries que després de la independència del Kazakhstan de la Unió Soviètica el 1991, es va reunir amb Lee i va declarar que «les observacions i els consells de Lee es van convertir per a nosaltres [Kazakhstan] pautes en el desenvolupament d'estratègies estatals a llarg termini».
Els èxits de Lee a Singapur van tenir un efecte profund en el lideratge comunista a la Xina, que va fer un esforç important, especialment sota Deng Xiaoping, per emular les seves polítiques de creixement econòmic, emprenedoria i supressió subtil de la dissidència. Més de 22.000 funcionaris xinesos van ser enviats a Singapur per estudiar els seus mètodes. També ha tingut una gran influència en el pensament a Rússia en els darrers anys. D'altra banda, els defensors de la democràcia liberal, especialment a Occident, van criticar el govern de Lee com a autoritari i intolerant a la dissidència, citant els seus nombrosos intents de demandar als opositors polítics i als diaris que expressessin opinions desfavorables de Lee. Reporters Sense Fronteres, un grup internacional de defensa dels mitjans de comunicació, va demanar a Lee i altres alts funcionaris de Singapur que deixessin de fer demandes per difamació contra periodistes. Lee va ser un co-inventor dels " valors asiàtics ".

### Ministre principal
En 1990 va deixar el càrrec i fou nomenat ministre principal de Singapur pel primer ministre Goh Chok Tong sent reelegit de nou després de les eleccions generals de 1991, 1997 i 2001.

### Ministre mentor
Fou nomenat ministre mentor pel primer ministre Lee Hsien Loong l'agost de 2004, i reelegit de nou després de les eleccions generals de 2006.

## Malaltia i mort

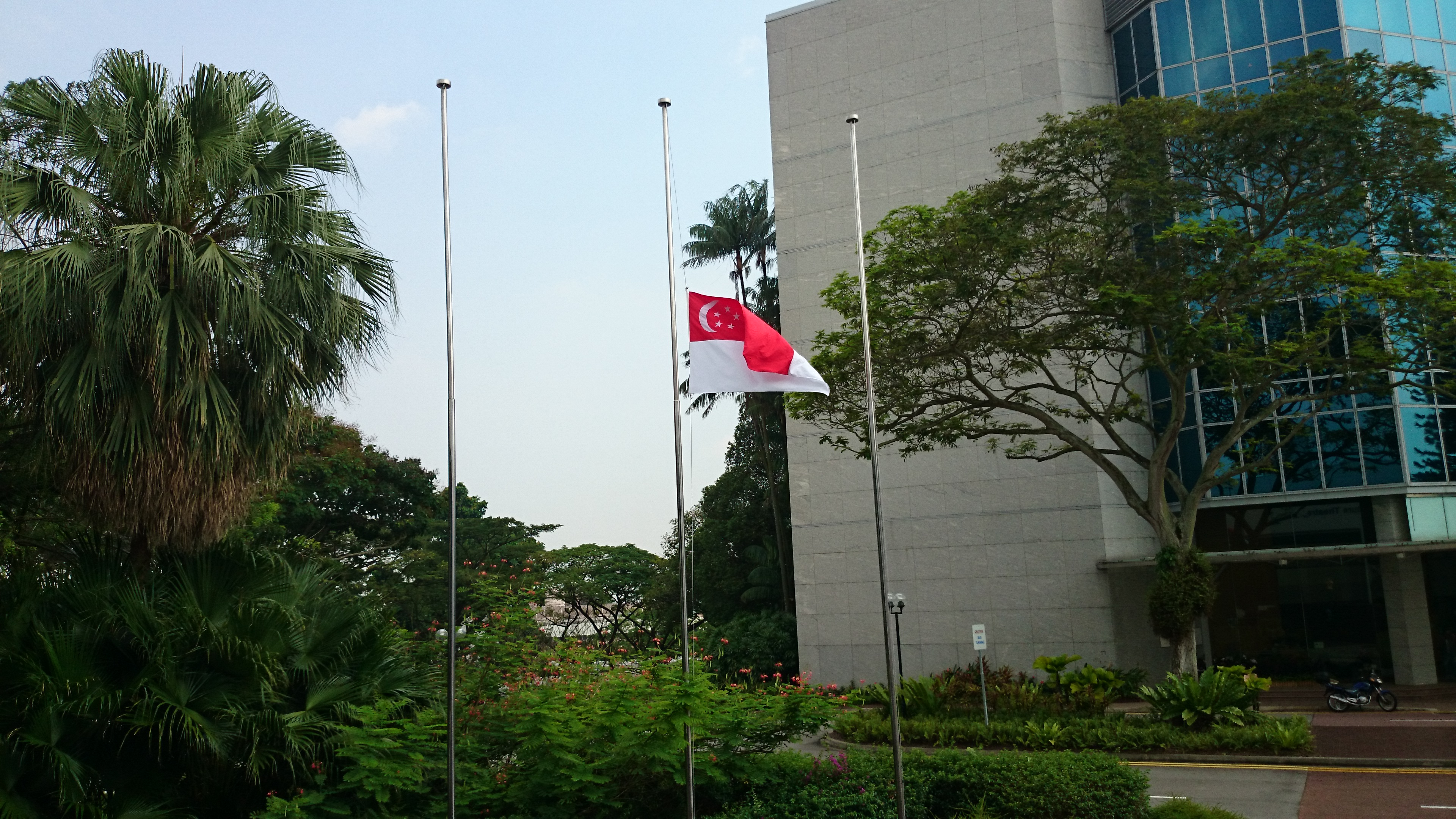
La bandera de l'estat oneja a mitja asta a la Universitat Tecnològica de Nanyang (NTU) després de la mort de Lee Kuan Yew

El 15 de febrer de 2013, Lee va ser ingressat a l'Hospital General de Singapur després d'una disrítmia cardíaca prolongada, seguida d'una breu aturada del flux sanguini al cervell. Per primera vegada en la seva carrera com a membre del Parlament (MP), Lee es va perdre el sopar anual de l'Any Nou xinès a la seva circumscripció electoral, on se suposava que havia de ser el convidat d'honor. Posteriorment va rebre l'alta, però va continuar rebent teràpia anticoagulant.
L'any següent, Lee es va perdre el sopar d'Any Nou xinès de la seva circumscripció per segona vegada consecutiva a causa d'una invasió bacteriana corporal. L'abril de 2014, es va publicar en línia una foto que representava un Lee prim i fràgil, provocant fortes reaccions dels internautes. Segons la filla de Lee, Lee Wei Ling, Lee havia discutit sobre l'eutanàsia, que no és una opció legal a Singapur.
El 5 de febrer de 2015, Lee va ser hospitalitzat per pneumònia i se li va posar un ventilador a la unitat de cures intensives de l'Hospital General de Singapur, tot i que inicialment es va informar que el seu estat era "estable". Una actualització del 26 de febrer va indicar que se li donava de nou antibiòtics, mentre estava sedat i encara sota ventilació mecànica. Del 17 al 22 de març, Lee va continuar debilitant-se a mesura que va desenvolupar una infecció mentre estava amb suport vital, i se'l va descriure com a greument malalt.
El 18 de març d'aquell any, un lloc web va informar falsament de la mort de Lee. El sospitós és un menor no identificat que va crear una pàgina web falsa que s'assemblava al lloc web oficial de la PMO. Diverses organitzacions de notícies internacionals van informar sobre la mort de Lee basant-se en això i després es van retractar de les seves declaracions.
El 23 d'aquell mateix mes, el primer ministre de Singapur Lee Hsien Loong va anunciar la mort del seu pare als 91 anys. Lee havia mort a les 03:18 hora estàndard de Singapur (UTC+08:00). Va tenir lloc una setmana de dol nacional, durant la qual Lee va estar de cos present al Parlament. Com a senyal de respecte, les banderes de l'estat en tots els edificis governamentals onejaven a mig pal. Durant aquest temps, 1,7 milions de residents de Singapur i líders mundials li van retre homenatge a la casa del Parlament i als llocs d'homenatge de la comunitat a tot el país. El 29 d'aquell mateix mes es va celebrar un funeral d'estat per a Lee i hi van assistir líders mundials. Més tard aquell dia, Lee va ser incinerat en una cerimònia privada al crematori de Mandai.